# Раштракути
Раштракути (санскр. राष्ट्रकूट rāṣṭrakūṭa, каннада ರಾಷ್ಟ್ರಕೂಟ; 753 —982 роки) — держава в Індії зі столицею в Ман'якхета (сучасний Малкхед), яка прийшла на зміну державі Чалук'я. У часи розквіту була найсильнішою імперією Центральної та Південної Індії. Сперечалася за владу над Північним Індостаном з династіями Гуджара-Пратіхарів та Пала.

## Історія
Назва династії походить від посади раштракут, тобто начальник області (раштрака) в державі Чалук'я. Її засновником став Дантідурга, який очолював область Ачалапуру (в сучасному штаті Берар). З послабленням влади Чалук'їв у зв'язку з війнами проти Паллавів посилювалася влада місцевих намісників (раштракутів). Ймовірно Дантідурга мав у своєму розпорядженні доволі потужну армію, в результаті чого вирішив виступити проти своїх володарів. У 753 році він розбив їх армії й підкорив більшу частину земель Чалук'я, так було засновано державу Раштракутів.
На перших порах Раштракути уклали союз з Паллавами й розпочали завойовницькі походи на півночі. Здійснюються походи до Малви, Калінги (Орісса), Кошали. Справу Дантідургу продовжив його дядько Крішна I, який захопив землі узбережжя Конкана та сучасного штату Карнатака.
За часів Дхруви точилися запеклі війни з державами Гангів, Паллавів, відбулося перше вторгнення до Північної Індії, тут було завдано поразки Гуджара-Пратіхарам й у 786 році захоплено м.Каннаудж. З цього моменту розпочинається боротьба за гегемонію з державами Пратіхара, а згодом й Пала.
Серед наступних володарів найбільш успішними були Говінда III та Індра III. За часів першого було підкорено Центральну та Східну Індію. До 805 року визнали себе данниками Раштракутів держави Гангів, Чера, Пандья. При цьому стилем Раштракутів стає не приєднання інших держав до своєї, а лише визнання останніх влади над собою. За правління Амогхаварша I столицею стає Ман'якхета. Останнім великим володарем став Крішна III. Імперія за його правління тягнулася від річки Нармада до річки Кавері. Данину платили усі держави півдня, а також сингали з Шрі-Ланки.
Наприкінці 960-х років Раштракути зіштовхнулися як з внутрішніми негараздами, так й зовнішніми ворогами. Їм довелося вести війни з раджпутським кланом Парамара на півночі та імперією Чола на півдні. Водночас почалися повстання Західних та Східних Чалук'їв. Зрештою у 982 році останній володар Індра IV зрікся трону й став джайніським ченцем у Шраванабелаголі (Карнатака).
Молодші лінії Раштракутів правили Латою (сучасний Гуджарат) до 871 року) та Хастікунді (сучасне м.Джодхпур) — до 997 року.

## Державний устрій
Раштракути зберегли систему, що дісталася їм у спадок від Чалук'я: імперія поділялася на рашктраки (провінції) та вішая (райони). У села призначалися старости (гавунди). Провінцій у часи розквіту було 16. Як правило на чолі провінцій стояли родичі володаря. Також своєрідними частинами імперії були залежні царства: Західних, Східних Чалук'їв, Ганга, Чера, Пандья, Чола.
Спадковість влади не була чітко визначена. Багато в чому саме це спричинило занепад держави. Трон переходив не обов'язково до старшого сина, частіше владу отримував найсильніший або найспритніший з родини.
Махараджахірадже допомагали в управлінні імперією головному міністру (махасандхівіграхі), якому підкорялися головнокомандувач (данданаяка), міністр закордонних справ (махакшапаталадхікріта) і перший міністр (махамат'я пурнаматх'я).

## Військо
Раштракути вдосконалили військову систему Чалук'я. Основу армії складати підрозділи піхоти, бойових слонів, кінноти. Основні сили знаходилися неподалік столиці Ман'якхета. Інші частини перебували на територіях залежних царств. Очільниками військ могли бути усі чиновники держави Раштракутів. Водночас залежні країни зобов'язувалися надавати військову поміч армії Раштракутів.

## Економіка
Головними джерелами доходів були: різні податки (з селян, ремісників, торгівців, на сіль та мінерали), штрафи, данина підкорених царств, награбовані скарби під час численних походів. Брахмани та храми опадатковувалися за нижчою ставкою, ніж інші верстви населення. Земельні податки здебільшого були натуральними. З інших верств податки збиралися у грошах.
Карбувалися золоті та срібні монети. В залежності від ваги мали такі назви: суварна (срібна) та драммас (золота) вагою у 4,04 г, каланджу вагою 2,98 г, гадянака (золота) вагою 5,97 г, касу вагою 0,93 г, манджаті вагою 0,15 г, аккам вагою 0,07 г.
Основу економіки імперії складали продукція сільського господарства та добування корисних копалин. У державі вироблялися тканини з бавовни. Розвиненою була промисловість з виготовлення шкіри, ситцю та мусліну. Експорт цієї продукції відбувався кораблями Раштракутів та арабських купців до багдадського халіфату, Візантії. Раштракути контролювали більшу частину індійського узбережжя Аравійського моря, що сприяло отриманню значних коштів від морської торгівлі.
Крім текстильної продукції Раштракути торгували рисом, ебеновим деревом, сандалом, слоновою кісткою, індиго, прянощами та спеціями, кокосовими горіхами, кунжутною олією. алмазами. Напрямки виробництва визначалися урядом, за кожну справу відповідала окрема гільдія, яка отримувала відповідний документ від махараджахіраджи.
До країни арабами ввозилися італійські вина, олово, свинець, коні, кришталь, перли, срібло, золото. Головним торговельним портом цього часу був Бхаруч.

## Культура

### Архітектура
Архітектура періоду Раштракутів стала новим етапом розвитку будивництва храмів та віхар. Вона відображає вплив династій Чалук'я, Пандья та Паллавів. Вчені розрізняють три напрямки: Еллора; Бадамі (тут особливо відчутний вплив Чалук'я) та Гулбарга.
Особливо вражаючими є буддистські (12), індуїстські (17) та джайністські (5) печерні храми в Еллорі. Вони зводилися за перших представників династії. За часів Крішни I починається зводитися величний храм Кайсанатха (перша назва Крішнашвара). Його собливість полягає у тому, що цей храм витесано в суцільній скелі. Його виконано у дравидському стилі. Величною є віхара До Тхал, що розташована тут же в Еллорі.
Величними є скульптури та храми о. Елефанта, що знаходиться неподалік січасного Мумбая. Особливо величними є скульптури Ардханарішвара та Махешамуртхі, а також 8-метрове погруддя Шиви.
Іншими храмами, якими опікувалися Раштракути були Дасаватара (у сучасній Махараштрі), Дхумерлена.

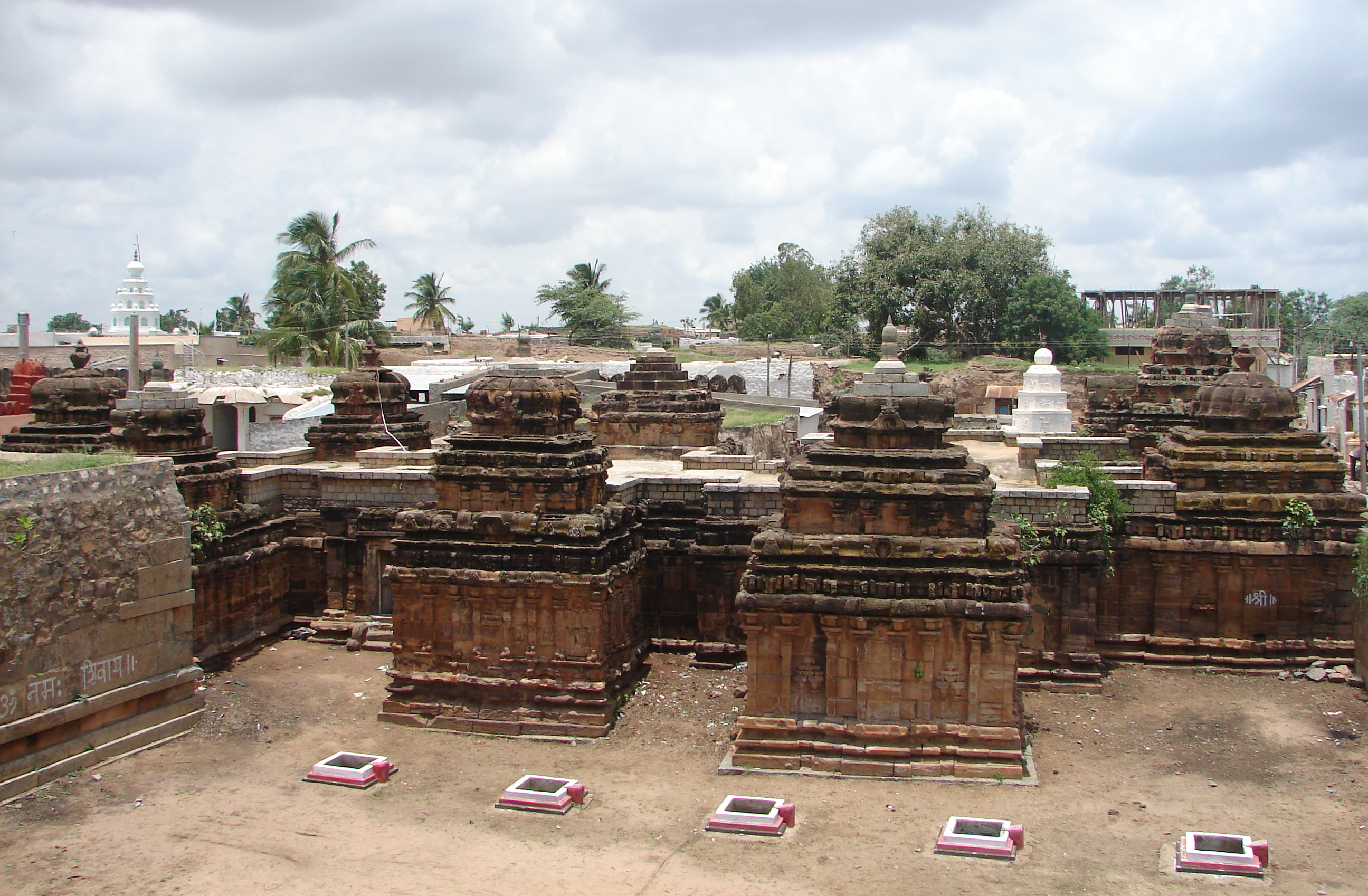
Храм Навалінга в Кукнорі

У стилі Бадамі або (сплав архітектури Чалук'я та дравидів) виконані храми Кашивішванатха та нараяна у Паттадакалі. Інші значні храми: Пармашвара — в Коннурі, Брахмадева — у Саваді, Навалінга в Кукнорі.
У стилі Гулбарга або карнатському дравидському стилі створені численні храми навколо карнатського міста Гулбарга — у місцині Ширівал.

### Освіта
За часів Раштракутів була налагоджена система підготовки як чиновників, так й брахманів. Утворювалися своєрідні навчальні заклади початкового рівня та установи вищої освіти (гхатіки). Навчання здійснювалося санскритом. Викладалися веди, в'якарані (граматика), йотіша (астрономія і астрологія), сахитья (література), міманса (тлумачення), дхармашастра (право), пурани (ритуал) і н'яя (логіка).
Разом з тим письменна частина населення володіла мовою каннада. Нею складалися накази за часів махараджахірадж, який були прихильниками джайнізму.

## Володарі
- Дантідурга (735—756)
- Крішна I (756—774)
- Говінда II (774—780)
- Дхрува (780—793)
- Стамбха I (793)
- Карка I (793)
- Говінда III (793—814)
- Амогхаварша I (814—878)
- Крішна II (878—914)
- Індра III (914—929)
- Амогхаварша II (929—930)
- Говінда IV (930—936)
- Амогхаварша III (936—939)
- Крішна III (939—967)
- Хоттіга Амогхаварша (967—972)
- Карка II (972—973)
- Індра IV (973—982)